# HW Virginis
HW Virginis, abreviado para HW Vir, é um sistema binário eclipsante (do tipo Algol) localizado a cerca de 590 anos-luz de distância (com base nas propriedades estelares e magnitudes) na constelação de Virgo. O sistema compreende uma estrela eclipsante subanã tipo B e uma estrela anã vermelha. As duas estrelas orbitam-se a cada 0,116795 dias.